# Tac/Scan
Tac/Scan è un videogioco arcade di genere sparatutto a scorrimento realizzato in grafica vettoriale. Venne sviluppato da Gremlin Industries e pubblicato nel 1982 da Sega. Convertito esclusivamente per Atari 2600, l'emulazione dell'originale è incluso nella versione per PlayStation 2 della raccolta Sega Mega Drive Collection.

## Modalità di gioco
Tac/Scan è un titolo unico in quanto mette il giocatore al comando di uno squadrone di astronavi, che controlla quali risorse (navi) usare durante la sessione. Lo squadrone è controllato con il paddle e un paio di pulsanti permettono di sparare e aggiungere navi allo squadrone rispettivamente.
Il gioco inizia con sette navi in gioco, più quattro navi di riserva. Queste navi possono essere perse se vengono colpite o entrano in collisione con nemici o tunnel, che possono essere recuperati usando le navi di riserva. Durante il gioco, appariranno altre navi che possono essere "raccolte" e incorporate nelle navi in gioco. Inoltre, accumulando un certo numero di punti, guadagni una nave di riserva aggiuntiva ("vita" come nella maggior parte dei giochi). È importante notare che se il giocatore ha anche solo una nave rimasta in gioco e la perde, anche se hai navi di riserva inutilizzate, la partita finisce. Questo è diverso dagli altri giochi del genere in cui le navi vengono assegnate in sequenza.
Ogni livello è costituito da tre fasi. Nella prima, il giocatore comanda lo squadrone di navi contro i nemici attaccanti e può sparare loro. La seconda è identica alla prima, tranne per il fatto che adotta una prospettiva 3D con un senso di profondità, limitando la direzione delle navi. Nella terza, il giocatore deve controllare le navi attraverso un tunnel spaziale (o vortice), evitando che si schiantino contro il bordo. All'uscita dal tunnel, il ciclo di gioco si ripete, variando la formazione dello squadrone e aumentando gradualmente la difficoltà.

## Accoglienza
In Giappone, la rivista Game Machine elencò Tac/Scan nel numero del 1º luglio 1983 come la ventiduesima unità arcade di maggior successo del mese.